# 北马其顿足球协会
北馬其頓足球協會位于斯科普里，是北马其顿共和国足球事务的主管团体，负责组织足球联赛（馬其頓甲組足球聯賽）和北马其顿国家足球队。